# Font (Tiurana)
La Font és una obra de Tiurana (Noguera) inclosa a l'Inventari del Patrimoni Arquitectònic de Catalunya.

## Descripció
Font realitzada amb pedra de carreus.
De planta quadrada. En un dels costats hi ha tres aixetes, a l'esquerra hi ha una maneta per fer pujar l'aigua, damunt les aixetes hi ha la data de 1866 i envolta la font una cornisa bastant ampla. A la part superior de la font hi ha uns elements decoratius que rematen l'estructura.
Té una estructura semblant a un templet, però tancat.

## Història
Font de construcció recent en el lloc on hi havia hagut un pou, fet que recorda el nom del carrer (c/ del pou). La forma de la font respon a la necessitat de cobrir la forma del pou.
Durant molt de temps fou molt important pel poble, ja que era lloc de reunió per a molts veïns.
Encara que la construcció sigui popular recorda a les fonts barroques però d'estructura més senzilla.
Fou un dels monuments que es van traslladar al nou poble.